# Frida Kahlo
Pour les articles homonymes, voir Kahlo et Calderón.
Frida Kahlo est une artiste peintre mexicaine née le 6 juillet 1907 à Coyoacán (Mexico) et morte au même endroit le 13 juillet 1954. 
Tout au long de sa vie, elle garde une santé fragile, souffrant de poliomyélite depuis l'âge de six ans puis victime d'un grave accident de bus. Elle doit subir de nombreuses interventions chirurgicales. Après son accident, elle se forme elle-même à la peinture. Elle vit une relation passionnée avec le peintre Diego Rivera, qu'elle épouse en 1929 et ré-épouse en 1940. Ils s'incluent mutuellement dans leurs œuvres.
Autrice de 143 tableaux très empreints de culture mexicaine, elle est principalement connue pour ses autoportraits, qui témoignent souvent de sa souffrance physique et morale.
Devenue un symbole nationaliste mexicain, elle est une icône du féminisme et de la mode, et son image est surexploitée commercialement après sa mort.

## Biographie

### Famille
Magdalena Frida Carmen Kahlo naît le 6 juillet 1907 à Coyoacán (Mexico). En 1922, elle falsifie sa date de naissance au 7 juillet 1910, qui correspond du début de la révolution mexicaine, associant sa naissance à la fin du régime porfiriste. 
La mère de Frida Kahlo, Matilde Calderón y González (1876-1932), est née à Mexico. Elle est la troisième fille d’Isabel González y González, issue d'une famille de généraux d'origine espagnole, et du photographe Antonio Calderón, originaire de la ville de Morelia. Illettrée, dévote, peu argentée, elle sombre dans la dépression après avoir perdu son fils à la naissance de Frida Kahlo.
Son père, Guillermo Kahlo (1871-1941), né Carl Wilhelm Kahlo à Pforzheim, dans le grand-duché de Bade, en Allemagne, n'est pas, comme le voudrait une légende répandue[réf. nécessaire], juif d'origine germano-austro-hongroise, mais un Allemand de confession luthérienne, fils du bijoutier et orfèvre Jakob Kahlo et de Henriette Kaufmann, issus de la bourgeoisie badoise. C'est à son arrivée au Mexique en 1891, à l'âge de 19 ans, qu'il modifie son prénom. Il est d'abord le photographe officiel au temps de Porfirio Díaz. Ruiné par la Révolution, il termine sa carrière comme simple photographe à Mexico.
Frida Kahlo peint en 1936 Mes Grands-Parents, mes Parents et Moi où elle raconte l’histoire de ses origines, tel un arbre généalogique. Elle a symbolisé ses grands-parents maternels mexicains par la terre, et ses grands-parents paternels allemands au moyen de l’océan. Elle est la petite fille du jardin de la « Maison bleue » où elle est née et décédée. Au-dessus figurent ses parents dans la pose de leur photo de mariage, puis ses grands-parents paternels et maternels.
C’est la troisième des quatre filles de Matilde et Guillermo Kahlo.

### Enfance

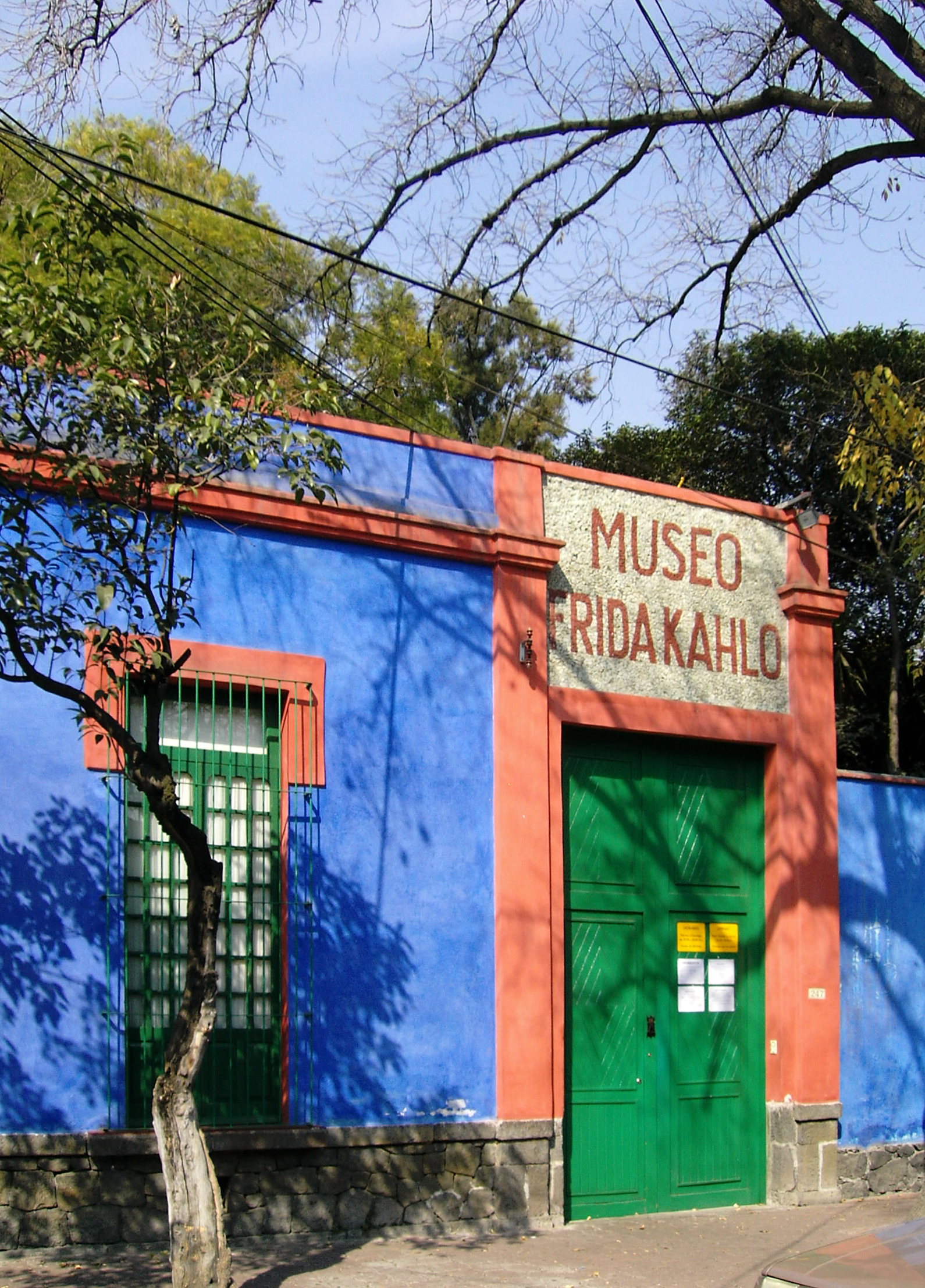
La « Maison bleue ».

Magdalena Frida Carmen Kahlo naît dans la « Maison bleue » (la « Casa azul ») construite par ses parents en 1904, actuel musée Frida-Kahlo, au milieu d’un quartier où habite la petite bourgeoisie, dans la démarcation territoriale de l'actuelle entité fédérative de Mexico, Coyoacán, au sud de Mexico.
À l'âge de six ans, Frida Kahlo est victime d'une poliomyélite. La conséquence est que sa jambe droite s’atrophie et son pied ne grandit plus. Elle n'atteindra jamais la taille qu'elle devrait avoir. C'est ce qui lui vaudra le surnom de « Frida la coja » (Frida la boiteuse) par ses camarades de classe. Il a été supposé qu'elle souffrait de spina bifida, une malformation congénitale de la colonne vertébrale, qui pourrait également avoir affecté le développement de la jambe.
En 1922, alors âgée de 15 ans, elle quitte le cours supérieur du Colegio Alemán à Mexico et intègre la Escuela Nacional Preparatoria, considérée comme le meilleur établissement scolaire du Mexique. Frida est l'une des trente-cinq premières filles admises sur un total de 2 000 élèves. Elle s'intéresse beaucoup aux sciences naturelles et souhaite alors devenir médecin. Malgré l’intérêt qu’elle porte aux beaux-arts, qu'elle doit à son père, excellent photographe et accessoirement peintre d'aquarelles, elle n’envisage pas de se lancer dans une carrière artistique.
Le 17 septembre 1925, elle prend le bus pour rentrer après ses cours. Soudain, l’autobus sort de la route et percute un tramway. Plusieurs personnes trouvent la mort lors de l’accident ; elle est grièvement blessée. Son abdomen et sa cavité pelvienne sont transpercés par une barre de métal : ce traumatisme est responsable d'un syndrome d'Asherman et sera la cause de ses fausses couches. Cela explique également le thème de nombre de ses œuvres. Sa jambe droite est fracturée en de nombreux endroits, onze au total. Son pied droit est cassé. Le bassin, les côtes et la colonne vertébrale sont eux aussi brisés. L'épaule n'est que démise.

Elle reste alitée pendant trois mois, dont un mois à l’hôpital. Environ un an après l’accident, elle doit retourner à l’hôpital, car on remarque qu’une de ses vertèbres lombaires est fracturée. Elle est contrainte de porter durant neuf longs mois des corsets en plâtre. C’est alors qu’elle commence à peindre, déclarant : 

« Je ne suis pas morte et j’ai une raison de vivre. Cette raison, c’est la peinture. »

Pour l'aider, sa mère lui offre une boîte de couleurs, lui fait fabriquer un chevalet spécial et fait installer un baldaquin au-dessus de son lit avec un miroir pour ciel. Elle peut ainsi se servir de son reflet comme modèle, ce qui est probablement l'élément déclencheur de la longue série d'autoportraits qu'elle réalisera. En effet sur 143 tableaux, 55 relèvent de ce genre. Elle doit encore subir de nombreuses interventions chirurgicales qui l'obligent à rester couchée sur un lit d'hôpital.

### Vie et carrière artistique

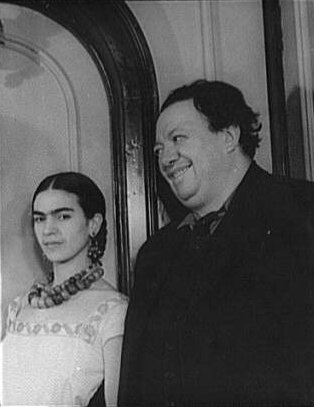
Frida Kahlo et Diego Rivera en 1932.

En 1928, son amie la photographe Tina Modotti l'incite à s’inscrire au Parti communiste mexicain. Elle s’intéresse particulièrement à l’émancipation des femmes dans la société mexicaine, encore très patriarcale. Elle décide ainsi dès son jeune âge qu'elle ne veut pas suivre le même parcours que la plupart des femmes mexicaines. Elle a un désir de voyages, d'études. Elle veut la liberté et le plaisir.

#### Diego Rivera
Cette même année, Frida Kahlo rencontre pour la première fois Diego Rivera (1886-1957) dans l'auditorium de son école (celui-ci y faisait une peinture murale).

Elle admire beaucoup Rivera et lui demande son avis au sujet de ses propres tableaux. Le muraliste est impressionné par les réalisations de la jeune femme : 

« Les toiles révélaient une extraordinaire force d’expression, une description précise des caractères et un réel sérieux. Elles possédaient une sincérité plastique fondamentale et une personnalité artistique propre. Elles véhiculaient une sensualité vitale encore enrichie par une faculté d’observation impitoyable, quoique sensible. Pour moi, il était manifeste que cette jeune fille était une véritable artiste[réf. nécessaire]. »

Frida Kahlo épouse Diego Rivera, de 21 ans son aîné, le 21 août 1929. Ils s’installent à Mexico dans un atelier, mais Diego ne tarde pas à la tromper. Elle-même s'engage dans de nombreuses relations extraconjugales ; bisexuelle, elle séduit de nombreux hommes et femmes,. Bien que compliquée, leur relation est véritablement passionnée.

#### Vie aux États-Unis
En novembre 1930, ils emménagent à San Francisco car Rivera a été chargé de réaliser des peintures murales pour le San Francisco Stock Exchange et pour la California School of Fine Art, l’actuel San Francisco Art Institute. Kahlo y fait la connaissance d’artistes, de commanditaires et de mécènes, dont Albert Bender. Celui-ci est parvenu à obtenir une autorisation d’entrée aux États-Unis pour Diego Rivera. En remerciement, Frida Kahlo réalise en 1931 le portrait double Frida et Diego Rivera, inspiré de leur photo de mariage.
En 1930, elle subit sa première fausse couche. Après l'accident, on lui avait pourtant dit qu'elle ne pourrait jamais avoir d’enfant à cause de son bassin, fracturé à trois endroits, qui empêcherait une position normale pour le fœtus et un accouchement sans problème. Lors de leur séjour à Détroit, elle est de nouveau enceinte. Au début de cette deuxième grossesse, Frida Kahlo voit un médecin à l'hôpital Henry-Ford qui lui conseille de garder l'enfant au lieu d'interrompre sa grossesse. Elle pourrait accoucher par césarienne. Malgré le pronostic du docteur, elle fait une autre fausse couche le 4 juillet 1932. Elle reflète ses sentiments, son impression de solitude et d’abandon après la perte de l’enfant dans le tableau L'Hôpital Henry Ford ou Le Lit volant, dans lequel elle peint un fœtus masculin surdimensionné en position embryonnaire, l’enfant perdu lors de la fausse couche, le « petit Diego » qu’elle avait tant espéré porter jusqu’à terme.
Après ce pénible épisode, Frida Kahlo peint des tableaux qui traduisent sa lassitude et son dégoût des États-Unis et des Américains alors que son mari, lui, reste fasciné par ce pays et ne veut pas le quitter. Elle exprime son point de vue sur le pays des « gringos » dans Autoportrait à la frontière du Mexique et des États-Unis et dans Ma robe est suspendue là-bas. Malgré son admiration pour le progrès industriel des États-Unis, la nationaliste mexicaine se sent mal à l’aise de l'autre côté du Río Bravo. Entre-temps, sa mère meurt le 15 septembre 1932.
Dans les années 1930, après l'arrivée au pouvoir des nazis en Allemagne, elle écrit son prénom « Frieda », de Frieden, la paix en allemand.

#### Retour au Mexique
En décembre 1933, Diego Rivera consent à rentrer au Mexique. Ils s’installent dans une maison à San Ángel, construite par un ami architecte et peintre, Juan O’Gorman. Des difficultés de santé obligent Frida Kahlo à retourner à l’hôpital où elle doit subir un nouveau curetage.
En 1935, elle ne réalise que deux tableaux dont Quelques petites piqûres, qui évoque un meurtre par jalousie perpétré sur une femme par un homme. Frida découvre que son mari a une liaison avec sa sœur, Cristina Kahlo. Profondément blessée, elle quitte le foyer pour un appartement au centre de Mexico. Pendant cette période, elle a plusieurs relations extraconjugales, notamment avec des femmes. Au milieu de 1935, elle part avec deux amies pour New York. Elle ne revient au Mexique qu'après la fin de la liaison entre sa sœur et son mari, à la fin de l'année.

#### Léon Trotski
Le 9 janvier 1937, le président Lázaro Cárdenas del Río accorde, conformément à ses pouvoirs constitutionnels, l'asile politique à Léon Trotski. Sa femme et lui sont accueillis par Frida et Diego, à la Casa azul (la « Maison bleue »). Une brève liaison que l'on dit passionnée se développe entre Trotski et Frida Kahlo. À la fin de cette aventure, l'artiste lui offre « affectueusement » pour son anniversaire, le 7 novembre 1937, Autoportrait dédié à Léon Trotski ou Entre les rideaux où elle se montre sous son meilleur jour avec une dédicace :

« Pour Léon Trotski, je dédicace cette peinture avec tout mon amour… »

#### André Breton
En septembre 1938, André Breton est envoyé à Mexico par le ministère des Affaires étrangères français pour y prononcer une série de conférences sur l'état de la poésie et de la peinture en Europe. Avec sa femme Jacqueline Lamba, Breton est accueilli à Mexico par le couple Kahlo-Rivera.
Breton, subjugué par Frida Kahlo et admiratif de sa peinture, écrit : « L'art de Frida Kahlo de Rivera est un ruban autour d'une bombe. »
Alors que Breton l'exaspère, Kahlo noue une véritable et profonde amitié avec sa femme, Jacqueline Lamba :

« Le bateau et le quai et le départ qui peu à peu te rendaient minuscule à mes yeux, prisonniers de ce hublot rond, que tu regardais pour me garder dans ton cœur. Tout cela est intact. Après, sont venus les jours vierges de toi. Aujourd'hui, j'aimerais que mon soleil te touche. Je te dis que ta petite fille est ma petite fille, les personnages marionnettes rangés dans leur grande chambre vitrée sont à nous deux… »

Frida Kahlo se défend d'être surréaliste :

« On me prenait pour une surréaliste. Ce n’est pas juste. Je n’ai jamais peint de rêves. Ce que j’ai représenté était ma réalité. »

Au début du mois de novembre 1938, elle présente ses œuvres dans la galerie de Julien Levy à New York. La moitié des vingt-cinq œuvres présentées y sont vendues. Pendant son séjour, elle a une liaison avec le photographe Nickolas Muray.

#### Exposition à Paris
En 1939, Kahlo se rend à Paris à la grande exposition sur le Mexique organisée par le gouvernement Lázaro Cárdenas à la galerie Renou et Pierre Colle. Elle loge chez André Breton et rencontre les peintres Yves Tanguy, Pablo Picasso et Vassily Kandinsky.
Elle n'aime pas Paris, qu'elle trouve sale, et la nourriture ne lui convient pas ; elle attrape une colibacillose. L'exposition lui déplaît : son avis est qu'elle « est envahie par cette bande de fils de putes lunatiques que sont les surréalistes », elle trouve superflue « toute cette saloperie » exposée autour du Mexique. Par-dessus le marché, l'associé de Pierre Colle refuse d'exposer toutes les œuvres de Frida Kahlo dans sa galerie, il n'en retient que 6 sur 27, choqué par la crudité des tableaux. Elle n'apprécie guère plus le regard que Breton (« prétentieux ») porte sur son art, qu'elle perçoit comme teinté de mépris et d'incompréhension. Elle s'en console auprès de Jacqueline, avec qui elle a une liaison.
Dans une lettre à Nickolas Muray, elle fait part de son profond dégoût pour les intellectuels parisiens :

« Ils ont tellement de foutus intellectuels pourris que je ne peux plus les supporter. Ils sont vraiment trop pour moi.
J'aimerais mieux m'asseoir par terre dans le marché de Toluca pour vendre des tortillas que d'avoir quoi que ce soit à voir avec ces connards artistiques de Paris… Je n'ai jamais vu Diego ni toi perdre votre temps à ces bavardages stupides et à ces discussions intellectuelles. C'est pour ça que vous êtes de vrais hommes et non des artistes minables — Bon sang ! ça valait la peine de venir jusqu'ici juste pour comprendre pourquoi l'Europe est en train de pourrir, pourquoi tous ces incapables sont la cause de tous les Hitler et les Mussolini. »

#### Divorce et remariage
En décembre 1938, Kahlo et Diego divorcent. Elle ressent de grandes douleurs dans la colonne vertébrale et contracte une mycose aiguë à la main droite. En septembre 1940, elle se rend à San Francisco pour être soignée par le docteur Eloesser. Pour le remercier de ses soins, elle peint pour lui Autoportrait dédié au Dr Eloesser. Le tableau porte en dédicace : 

« J’ai peint mon portrait en 1940 pour le Dr. Eloesser, mon médecin et meilleur ami. Avec toute mon affection, Frida Kahlo. »

Diego Rivera est également à San Francisco à la même époque, et propose à Frida Kahlo de l’épouser de nouveau. Elle accepte, et le second mariage a lieu à San Francisco le 8 décembre 1940, jour de l’anniversaire de Diego. Ils s’installent dans la Casa azul à Coyoacán après la mort du père de Frida Kahlo.

#### Reconnaissance nationale
En 1942, l’artiste commence son journal où elle commente son enfance, sa jeunesse et sa vie. La même année, elle est élue membre du Seminario de Cultura Mexicana, organisation créée par le ministre des Affaires culturelles et composée de vingt-cinq artistes et intellectuels. Elle a pour mission d'encourager la diffusion de la culture mexicaine en organisant des expositions, des conférences et la publication d'ouvrages.
En 1943, elle dirige une classe de peinture à l’académie des beaux-arts. Mais sa mauvaise santé l'oblige à enseigner chez elle. Des douleurs permanentes dans le pied droit et dans le dos l’empêchent de marcher correctement. Elle doit porter un corset de fer (que l’on retrouve dans La Colonne brisée). En juin 1946, elle subit une opération de la colonne vertébrale qui lui laisse deux immenses cicatrices dans le bas du dos.
À la fin des années 1940, son état de santé s'aggrave et, en 1950, elle doit entrer à l’hôpital ABC de Mexico. Elle y reste neuf mois. Sa nouvelle opération de la colonne vertébrale se complique d'une inflammation qui impose une troisième opération. Ce n'est qu'au bout de la sixième intervention (sur un total de sept) qu’elle peut se remettre à peindre, tout en restant couchée.
Au printemps 1953, la photographe Lola Álvarez Bravo organise la première exposition monographique de Frida Kahlo au Mexique, qui rédige elle-même des invitations pour l’occasion,. Ses médecins lui interdisent cependant de se déplacer. Son lit à baldaquin est alors transporté et installé à la galerie et c'est en ambulance qu'elle arrive pour participer au vernissage, couchée sur un brancard et portée jusqu’à son lit. L’événement est un succès pour l’artiste dont la présence est autant saluée que la qualité de ses tableaux. José Moreno Villa écrit « Il est impossible de séparer la vie et l’œuvre de cette singulière personne. Ses peintures constituent sa biographie. » Time rapporte aussi l’événement dans un article intitulé « Mexican autobiography » : « Après avoir vu son exposition la semaine dernière, le Mexique a pu appréhender la dure réalité de Frida Kahlo. Elle est de plus en plus dure. […] "Je ne suis pas malade, affirme-t-elle, je suis brisée. Mais je suis heureuse de vivre tant que je peux peindre". »
En 1954, elle peint l'un de ses derniers tableaux : Autorretrato con Stalin (« Autoportrait avec Staline »).

### Fin difficile
En août 1953, on l'ampute de la jambe droite jusqu’au genou à cause d'une gangrène. Cette opération apaise ses souffrances, mais la plonge dans une profonde dépression : 

« On m’a amputé la jambe il y a six mois qui me paraissent une torture séculaire et quelques fois, j’ai presque perdu la tête. J’ai toujours envie de me suicider. Seul Diego m’en empêche, car je m’imagine que je pourrais lui manquer. Il me l’a dit, et je le crois. Mais jamais de toute ma vie je n’ai souffert davantage. J’attendrai encore un peu… »

— Journal, février 1954
Affaiblie par une grave pneumonie, Frida Kahlo meurt dans la nuit du 13 juillet 1954, sept jours après son quarante-septième anniversaire, officiellement d'une embolie pulmonaire. Cependant, selon Hayden Herrera, les derniers mots de son journal (« J'espère que la sortie sera joyeuse… et j’espère bien ne jamais revenir — Frida ») et son dernier dessin suggèrent qu'elle se serait suicidée ; elle affirme d'ailleurs que certains de ses amis ont cru que sa mort était due à une surdose de médicaments, qui n'était peut-être pas accidentelle. Toutefois, au cœur même de son dernier tableau, peint juste avant de mourir, elle a écrit : « Viva la Vida » (« Vive la Vie »).
Elle est incinérée le 14 juillet, comme elle le désirait : elle avait expliqué qu'elle ne souhaitait pas être enterrée couchée, ayant trop souffert dans cette position au cours de ses nombreux séjours à l'hôpital. Ses cendres reposent dans la Casa Azul à Coyoacán, sur son lit, dans une urne qui a la forme de son visage.

## Œuvres
Son œuvre comporte 143 tableaux, très souvent de petit format, un certain nombre ayant été peints alors qu'elle était alitée, dont 55 autoportraits, témoignant souvent de sa souffrance physique et morale (L'Hôpital Henry Ford, 1932 ; Sans espoir, 1945), seule ou en compagnie d'animaux (Autoportrait au collier d'épines et colibri, 1940 ; Moi et mes perroquets, 1941…), parfois des portraits de famille.
Ses toiles sont empreintes de culture mexicaine : tenue traditionnelle, bijoux locaux, portraits d'indigènes.
| Date | Titre |
| ---- | --- |
| 1925 | Nature morte (roses) |
| 1926 | Autoportrait à la robe de velours |
| 1927 | Si Adelita… ou les chapeaux pointus Portrait d'Adriana La Adelita, Pancho Villa et Frida Portrait d'Alicia Galant Portrait de Miquel N. Lira |
| 1928 | Portrait de Christina, ma sœur Portrait d'Alejandro Gómez Arias |
| 1929 | Autoportrait – Le temps s'envole Portrait de Virginia (petite fille) Deux femmes Le bus Portrait de Lupe Marín Portrait de Isolda Pinedo Kahlo |
| 1930 | Autoportrait Portrait d'une femme en blanc |
| 1931 | Portrait d'Eva Frederick Frieda et Diego Rivera Display Window in a Street in Detroit Portrait du Dr. Leo Eloesser Portrait de Luther Burbank Portrait de Mademoiselle Jean Wight |
| 1932 | Autoportrait à la frontière du Mexique et des États-Unis L'Hôpital Henry Ford My Birth |
| 1933 | Ma robe s'accroche là Autoportrait avec collier |
| 1934 | Autoportrait aux cheveux bouclés |
| 1935 | Quelques petites piqûres |
| 1936 | Mes grands-parents, mes parents et moi |
| 1937 | Portrait de Diego Rivera Moi et ma poupée Mémoire Le défunt Dimas Rosas a trois ans Autoportrait dédié à Léon Trotski Fulang-Chang et moi Ma nounou et moi |
| 1938 | Autoportrait avec le chien Itzcuintli Autoportrait avec deux oiseaux Autoportrait avec un singe Autoportrait - L'armature Ce que l'eau me donne Fille au masque de mort Les Fruits de la Terre Ils ont demandé des avions mais ont obtenu des ailes de paille Pitahayas Quand je t'ai, la Vie, combien je t'aime Quatre habitants de Mexico Souvenir d'une blessure ouverte Le Suicide de Dorothy Hale |
| 1939 | Deux nus dans la foret (La Terre même) Les deux Fridas |
| 1940 | Autoportrait au collier d'épines et colibri Autoportrait au singe Autoportrait dédicacé au Docteur Eloesser Le tableau blessé Retablo Le rève (le lit) Autoportrait aux cheveux rasés Autoportrait dédicacé à Sigmund Firestone |
| 1941 | Moi et mes perroquets Autoportrait avec tresse Autoportrait avec Bonito Panier de fleurs |
| 1942 | Nature morte (rond) Autoportrait avec singe et perroquet |
| 1943 | Racines Penser à la mort La jeune mariée effrayée d'avoir la vie devant-elle Autoportrait avec des singes Diego dans mes pensées Portrait de Natasha Gelman Fleur de la vie |
| 1944 | La Colonne brisée, huile sur isorel Diego et Frida 1929-1944 Portrait d'Alicia et Eduardo Safa Portait de Doña Rosita Morillo Portrait de l'ingénieur Eduardo Morillo Safa Portrait de Lupita Morillo Safa Portrait de Mariana Morillo Safa Portrait de Marte R. Gómez |
| 1945 | Autoportrait avec singe Moses Sans espoir Le masque Autoportrait avec un petit singe |
| 1946 | L'arbre de l'espoir, rester fort Paysage Le cerf blessé |
| 1947 | Autoportrait aux cheveux lâchés Le soleil et la vie |
| 1948 | Autoportrait |
| 1949 | Diego et moi L'Étreinte de l'univers, de la terre, du Mexique, de Diego, de moi et de Señor Xolotl |
| 1950 | Portrait de la famille de Frida |
| 1951 | Nature morte avec perroquet et drapeau Portrait de mon père Nature morte avec perroquet et fruit Noix de coco pleurantes Noix de coco Autoportrait avec le portrait du Docteur Farill |
| 1952 | Nature morte dédicacée à Samuel Fastlicht Nature vivante |
| 1953 | Fruit de la vie |
| 1954 | Autoportrait avec Staline Viva la Vida, pastèques Fours de brique Nature morte avec drapeau Le marxisme donnera la santé aux malades Autoportrait avec un portrait de Diego sur le sein et de Maria entre les sourcils |

## Postérité

### Exploitation de l'image de Frida Kahlo

#### Symbole nationaliste
Frida Kahlo est devenue, de son vivant, un symbole du Mexique à l’étranger, car son originalité artistique, basée sur des éléments spécifiques et clairement identifiables de la culture mexicaine, correspondait à l'affirmation de l'identité mexicaine par le nationalisme qui s'est développé après la révolution de 1910.

#### Une icône du féminisme
Dès son plus jeune âge, Frida Kahlo s'insurge contre les inégalités hommes/femmes dans la société mexicaine, défend l'émancipation des femmes et défie les stéréotypes de genre et les normes de beauté. Artiste accomplie, en rupture avec les conventions sociales, ouvertement bisexuelle, Frida Kahlo affirme vouloir défendre « cette masse silencieuse et soumise ». De plus, elle représente la femme forte, indépendante, battante et courageuse face aux terribles obstacles d'une vie semée d’embûches.
Elle s'impose aujourd'hui comme une figure du féminisme. A ce titre, l'une des deux fondatrices du groupe des Guerrilla Girls, attaché depuis sa fondation en 1985 à dénoncer l'invisibilisation criante des artistes féminines peintres et sculptrices dans les musées américains des années Reagan (1981-1988), a pris le pseudonyme de Frida Kahlo. Ce groupe fortement politisé lutte contre le sexisme et le racisme dans le monde l'art, tant à New-York, sa base, qu'aux Etats-Unis et à l'échelle internationale et a contribué à populariser le débat à ce sujet.

#### Une référence internationale dans la mode
Le style vestimentaire de Frida Kahlo reflète son attachement à la culture de son pays, son goût pour la couleur et son art de la parure. Son vestiaire est principalement composé de pièces traditionnelles : robes de Tehuana (es), coiffes... Le style de l’artiste a ensuite évolué, mêlant vêtements traditionnels et pièces étrangères. Cette apparence vestimentaire est, pour Frida Kahlo, un moyen de s'exprimer et d'étendre son art. Elle refuse également de masquer ses traits "masculins" et choisit de s'habiller en costume, comme un homme, sur les portraits de famille contrairement aux autres femmes. Mais elle aime se parer de bijoux et se farder. De nombreux créateurs de mode s'en sont inspirés. En 1998, Jean Paul Gaultier lui consacre une collection entière. Alessandro Michele, directeur de la création chez Gucci, s'en inspire lors de la nouvelle campagne de la marque. Riccardo Tisci lui rend hommage dans la collection haute couture de Givenchy en 2010. En 2018, Dolce & Gabbana présente un défilé haute couture à Mexico aux couleurs de Frida Kahlo. Lors du défilé de prêt-à-porter de 2012, Moschino se réfère clairement à la panoplie de Frida Kahlo. De nombreux autres défilés se sont inspirés du style, de l'art et des robes colorées de Frida Kahlo.
Dans Frida Kahlo: Fashion as the Art of Being, Susana Martínez Vidal, journaliste et ex-rédactrice en chef du Elle espagnol explique l'importance de l'influence de Frida Kahlo sur le monde de la mode.

#### Exploitation commerciale
La fille, la petite-fille et l'arrière-petite-fille de Cristina Kahlo, la sœur de Frida Kahlo, ont fondé en 2007 la compagnie Frida Kahlo Corporation qui gère les droits d'auteur hérités de Frida Kahlo et la promotion de l'image de l'artiste. Son nom, sa signature et son image sont déposés par sa famille. Cette entreprise délivre des licences d'exploitation commerciale de la marque déposée Frida Kahlo au tarif de 2 à 5 pour cent du prix de vente.

#### Une image surexploitée
Frida Kahlo suscite un véritable engouement commercial. Des milliers d'objets estampillés « Frida Kahlo » sont proposés sur des sites marchands. En 2018, la commercialisation d'une barbie à l'effigie de Frida Kahlo donne lieu à un procès entre la société californienne Mattel et la famille de Frida Kahlo,,. Cette « Fridamania » est un sujet de controverse. L'image de Frida Kahlo est parfois contradictoire avec les valeurs et la vie de l'artiste déclare la journaliste Léa Lejeune dans son ouvrage Féminisme Washing.

### Hommages
- Un billet de 500 pesos mexicains (série F) à son effigie et à celle de Diego Rivera a été mis en circulation le 30 août 2010[60]. Ce billet a été remplacé le 27 août 2018 par un billet (série G) à l'effigie de Benito Juárez[61].
- Le groupe de rock cuivré La jambe de Frida opta pour ce nom en son hommage. Leur premier album, sorti en 2013, s'appelle Magdalena[62].
- La pièce de théâtre Frida Kahlo « Attention peinture fraîche » lui rend hommage tant par l'écriture que par la mise en scène et l'interprétation (prix du public 2013[Quoi ?]).
- Le 7 octobre 2016, le conseil municipal de Nantes attribue son nom à l'une des allées qui dessert la future École Supérieure des Beaux-Arts, sur l'île de Nantes[63].
- Une rue porte son nom dans le quartier des Docks à Saint-Ouen-sur-Seine[64].
- Le groupe britannique Coldplay a intitulé son quatrième album « Viva la Vida » (2008) en référence au dernier tableau de Frida Kahlo[65].
- Dans le film d'animation Coco (2017), elle apparaît dans le Pays des Morts, où elle vient en aide au héros Miguel Rivera[66].
- À Paris, le jardin Frida-Kahlo porte son nom.
- La promotion 2018 - 2023 de l’Institut d’études politiques d’Aix-en-Provence porte également son nom.

### Rétrospectives importantes
- Son exposition « l’art en fusion » au musée de l'Orangerie à Paris a été nommée aux Globes de Cristal en 2014 dans la catégorie Meilleure Exposition[67],[68].
- « Frida Kahlo: Making Her Self Up » au Victoria and Albert Museum, 2018[69],[70].
- Lucy Schwartz, « Faces of Frida: a digital retrospective on Google Arts & Culture », Google Art and Culture, 24-05-2018[71].